# Transport (biologie)
Pour les articles homonymes, voir Transport (homonymie).
Le transport en biologie fait référence au mouvement d'une molécule à travers une barrière. Cette barrière est la membrane cellulaire dans la plupart des cas, on parle alors de transport membranaire, qui peut être actif, c'est-à-dire que les molécules sont transportées contre leur potentiel électrochimique, soit passif dans le cas inverse. 
Il existe aussi un transport transépithélial, rencontré dans la plupart des épithéliums : transport d'oxygène (par simple diffusion), transport d'eau dans le côlon ou les glandes salivaires, transport de nutriments (absorption). 
Il existe d'autres phénomènes de transport dans l'organisme : exocytose, endocytose qui impliquent des mouvements de vésicules lipidiques contenant diverses molécules, comme les vésicules d'exocytose remplies de neurotransmetteurs des neurones.